# Marienborn (Saksen-Anhalt)
Marienborn is een plaats en voormalige gemeente in de Duitse deelstaat Saksen-Anhalt, en maakt deel uit van de Landkreis Börde.
Marienborn telt 528 inwoners.
De gemeente ligt in de voormalige DDR en was bekend om haar grensovergang. Vanuit voormalig West-Duitsland was dit, nadat het geallieerde controlepunt Helmstedt was gepasseerd, de eerste grensovergang voor de reis naar West-Berlijn. Het was na grensovergang Drewitz de grootste in de voormalige DDR. Tegenwoordig is de voormalige grensovergang een gedenkplaats van de Duitse deling tussen 1945 en 1990.